# Radio GRP 2 Melody
Radio GRP 2 Melody è un'emittente radiofonica torinese. Trasmette sulla frequenza 89.7 per Torino, Cuneo e parte dell'astigiano dalla postazione sul Colle della Maddalena. Nel maggio 2007 ha acquisito da Radio Cuneo Nord la frequenza 104.7 da Sant'Antonio Aradolo, CN, per la città di Cuneo, le valli laterali e parte della pianura e delle colline delle Langhe. Frequenza rigirata all'emittente ammiraglia del gruppo nel 2010. Specializzata in musica melodica italiana trasmessa senza interventi parlati ad eccezione dei Giornali Radio. È la seconda rete del gruppo Radio GRP nata a seguito dell'acquisto, negli anni '80, di Radio Europa 3. Inizialmente, la frequenza (allora 89.750 mhz) ripeté la programmazione di Radio GRP che per un certo periodo prese la denominazione Radio GRP Europa 3. Poi seguì una propria programmazione con il nome di Radio GRP Dance All Days, che proponeva musica dance, e quindi venne trasformata nella versione attuale. La terza rete del gruppo è Radio GRP 3 Dancing.

## Frequenze
Torino 89.7; parte della provincia di Cuneo 89.7; parte della provincia di Asti 89.7.